# Sandra le Grange
Sandra le Grange, née le 5 juillet 1993 à Johannesbourg, est une joueuse sud-africaine de badminton.

## Carrière
Sandra le Grange est médaillée d'or en équipe mixte et médaillée de bronze en double dames avec Elmé de Villiers aux Championnats d'Afrique 2013. Aux Championnats d'Afrique 2014, elle est médaillée d'or en équipe mixte et médaillée de bronze en simple dames .
En 2015, elle remporte aux Jeux africains la médaille d'argent en équipe mixte. Elle est médaillée d'argent en équipe mixte et médaillée de bronze en double dames avec Johanita Scholtz aux Championnats d'Afrique 2017.